# Tarnowskie Góry
Tarnowskie Góry (tysk: Tarnowitz) er en by i det sydlige Polen med 61.642 indbyggere (2005).

## Verdensarv fra 2017
I juli 2017 blev Tarnowskie Góry's historiske sølv- og zinkminer erklæret for verdensarv.

## Ekstern henvisning
- Byens hjemmeside – information

- Wikimedia Commons har flere filer relateret til Tarnowskie Góry